# Lecitocerídeos
Lecitocerídeos (Lecithoceridae) são uma família de insectos da ordem Lepidoptera.